# مافيا: البلاد القديمة
مافيا: البلاد القديمة (بالإنجليزية: Mafia: The Old Country) هي لعبة فيديو أكشن ومغامرات قادمة، طورتها شركة هانجار 13 ونشر شركة تو كي جيمز. ومن المقرر إصدارها في 8 اغسطس 2025 لأجهزة بلاي ستيشن 5 وإكس بوكس سيريس إكس وإس ومايكروسوفت ويندوز. هي مقدمة لسلسلة مافيا، وإصدارها الرابع بعد مافيا 3.

## الملخص
تدور أحداث اللعبة في صقلية في القرن العشرين، في مدينة سان سيليست الخيالية، والتي ظهرت سابقًا في مافيا 2. وتدور أحداث اللعبة حول أصول المافيا.

## الإصدار
تم الإعلان عن اللعبة عبر مقطع دعائي في غيمز كوم 2024 في ألمانيا. ومن المقرر إصدارها 8 اغسطس 2025 لمنصات بلاي ستيشن 5 وإكس بوكس سيريس إكس وإس ومايكروسوفت ويندوز.